# Vologda (rivier)
De Vologda (Russisch: Вологда) is een rivier in de Russische oblast Vologda. De rivier is een rechterzijtak van de Soechona en maakt deel uit van het bekken van de Noordelijke Dvina. De Vologda is bevaarbaar vanaf de instroom van de Tosjnja, iets ten westen van de stad Vologda, de grootste plaats aan de rivier. De 155 kilometer lange rivier ontspringt halverwege Vologda en Tsjerepovets.
- Virtual International Authority File: 502148574296424430000